# Škrdlovice
Škrdlovice település Csehországban, a Žďár nad Sázavou-i járásban. Škrdlovice Polnička, Vojnův Městec, Světnov, Cikháj és Karlov településekkel határos. Lakosainak száma 714 fő (2024. január 1.).

## Népesség
A település lakosságának változását az alábbi diagram mutatja:
| Lakosok száma | 834  | 762  | 704  | 607  | 570  | 624  | 651  | 667  | 670  | 714  |
|               | 1869 | 1900 | 1921 | 1961 | 1980 | 2011 | 2016 | 2019 | 2021 | 2024 |